# Актиній
Актиній (англ. actinium, нім. Aktinium) — радіоактивний хімічний елемент III групи періодичної системи елементів, символ Ас, ат. н. 89; ат.м. 227,0278. Найдовше живе бета-радіоактивний ізотоп 227Ас. Період напіврозпаду 21,773 р. Ізотопи 227Ас і 228Ас (наз. також мезоторий II, Ms Th II) входять до складу природних радіоактивних рядів. Вміст актинію у земній корі дуже малий ({\displaystyle 6\cdot 10^{-10}\%}). Актиній — сріблясто-білий метал з граноцентричною кубічною ґраткою. Швидко реагує з киснем і вологою повітря, утворюючи білий шар оксиду актинію, що запобігає подальшому окисленню.
Досить важкий (густина 10,7 г/см³) і вельми хімічно активний. Міститься у уранових та торієвих рудах. Одна тонна природного урану в руді містить близько 0,2 міліграма актинію-227, а одна тонна торію містить близько 5 нанограмів актинію-228. Високотоксичний. tпл = 1050 °C, tкип = 3590 °C.
Близька схожість фізичних і хімічних властивостей актинію та лантану робить відділення актинію від руди непрактичним. Натомість, цей елемент отримують у міліграмових кількостях шляхом нейтронного опромінення 226Ra в ядерному реакторі. Через свою дефіцитність, високу ціну та радіоактивність актиній не має значного промислового застосування. Його сучасні застосування включають джерело нейтронів та агент для променевої терапії.

## Історія
Актиній був відкритий у 1899 французьким хіміком А. Деб'єрном у відходах від переробки уранової смоли, залишених Марією та П'єром Кюрі після видобутку радію. 
У 1899 році Деб'єрн описав речовину як подібну до титану та (у 1900 році) як подібну до торію. Новий елемент був названий актинієм. 
Фрідріх Оскар Гізель знайшов у 1902 році речовину, подібну до лантану, і назвав її «еманієм» у 1904 році. Німецький радіофізик Ф. Гізель отримав сильно радіоактивний елемент з такої ж фракції уранової смоли, яка містить рідкісноземельні елементи.
Подальше дослідження показало ідентичність препаратів, отриманих Деб'єрном і Гізелем, хоча вони спостерігали радіоактивне випромінювання не самого актинію, а продуктів його розпаду — 227Th і 230Th.
Після порівняння періодів напіврозпаду речовин, визначених Деб'єрном, Гаррієт Брукс у 1904 році та Отто Ганом і Отто Саккуромом у 1905 році, назву нового елемента, обрану Деб'єрном, було збережено, оскільки вона мала старшинство, незважаючи на суперечливі хімічні властивості, які він заявляв про елемент у різний час.
Статті, опубліковані в 1970-х роках та пізніше, свідчать про те, що результати Деб'єрна, опубліковані в 1904 році, суперечать результатам, опублікованим у 1899 та 1900 роках. Крім того, відомий нині хімічний склад актинію виключає його присутність як чогось іншого, окрім другорядного компонента результатів Деб'єрна 1899 та 1900 років; насправді, хімічні властивості, про які він повідомив, роблять ймовірним, що він натомість випадково ідентифікував протактиній, який не був відкритий ще протягом чотирнадцяти років, а потім зник через гідроліз та адсорбцію на його лабораторному обладнанні. Це спонукало деяких авторів виступати за те, щоб відкриття приписували виключно Гізелю. Менш конфронтаційне бачення наукового відкриття пропонує Адлофф. Він вважає, що ретроспективну критику ранніх публікацій слід пом'якшити з огляду на тодішній стан радіохімії: підкреслюючи розсудливість тверджень Деб'єрна в оригінальних статтях, він зазначає, що ніхто не може стверджувати, що речовина Деб'єрна не містила актиній. Деб'єрн, якого зараз переважна більшість істориків вважає першовідкривачем, втратив інтерес до цього елемента та залишив цю тему. Гізелю, з іншого боку, можна по праву приписати перше отримання радіохімічно чистого актинію та ідентифікацію його атомного номера 89.

## Походження назви
Актиній, від грецького «ακτίνα» — промінь, блиск, сяйво.

## Хімічні властивості
Конфігурація зовнішніх електронних оболонок 6d7s2; енергії послідовної іонізації відповідно дорівнюють 6,9; 12,06, 20 еВ. Металічний радіус 0,203 нм, радіус іона(+3) 0,111 нм. Значення електронегативності 1,00. У сполуках завжди має ступінь окиснення +3, проте у деяких процесах може короткочасно виникати іон Ac2+.
Актиній є найлегшим елементом серед актиноїдів — групи радіоактивних елементів, подібних до нього хімічно, що отримала назву на його честь, аналогічно тому як лантаноїди отримали назву на честь лантану. За хімічними властивостями схожий на лантан. У них дуже схожі хімічні властивості: загальна валентність (3+), близькі атомні радіуси (1,87 і 2,03 А), майже ідентична будова більшості сполук. Через це лантан використовують як сурогат актинію під час розробки процедур його підготовки або аналізу.
На повітрі актиній окиснюється до Ас2О3.
Відомі сполуки актинію з фтором (AcF3, AcOF), хлором (AcCl3, AcOCl), бромом (AcBr3, AcOBr), сіркою (Ac2S3), а також складні і нестійкі комплексні сполуки, такі як AcPO4·½H2O і Ac2(C2O4)3·10H2O.
Інші сполуки, такі як гідроксиди, йодиди, оксалати, фосфати та інші, ймовірно теж утворюються, проте не були отримані у достатніх кількостях для дослідження.
Водні розчини актинію безбарвні.
Іон актинію Ac3+ проявляє найбільш основні властивості серед усіх +3 іонів.
Через високу радіоактивність світиться в темряві.

## Розповсюдження і отримання
Природній актиній постійно утворюється при розпаді рідкісного ізотопу 235U (227Ac, T½ 21,7 років) і при розпаді торію 232Th (228Ac, T½ 6 годин).
Загалом відомо 34 ізотопи актинію з масовими числами від 206 до 235, 4 з яких — метастабільні. З нестабільних ізотопів, найбільші періоди напіврозпаду мають 227Ac (21,772 років) і 225Ac (10,0 днів).
Добування з природніх руд не має сенсу через малу концентрацію, тому актиній отримують в ядерних реакторах за реакцією:
{\displaystyle \mathrm {^{226}_{\ 88}Ra\ +\ _{0}^{1}n\ \longrightarrow \ _{\ 88}^{227}Ra\ {\xrightarrow[{42,2\ min}]{\beta ^{-}}}\ _{\ 89}^{227}Ac} }
Також, для постійного отримання 225Ac використовують торієво-актинієві генератори (так звані «торієві корови»), в яких актиній постійно утворюється з 229Th (з проміжним утворенням радію) і відділяється за допомогою аніоно-обмінної хроматографії.

## Застосування
Альфа-випромінювання актинію-225 використовується для лікування ракових пухлин. При його розпаді (і подальших розпадах його продуктів розпаду) не утворюється жорсткого гамма-випромінювання, тому тканини, що знаходяться поруч з джерелом (на відстані до 100 мікронів) отримують значні дози опромінення, а решта організму лишається неушкодженною.
У 1970-х роках розроблялися ядерні батареї на основі актинію. За розрахунками, пристрій з 18 грамами актинію мав би потужність 250 Вт. Був виготовлений пробний генератор з 2 грамами актинію. Проте плутонієві генератори такого типу виявилися більш економічно доцільними.
Може використовуватись для джерел нейтронів за рахунок опромінювання берилію-9 альфа-частинками від продуктів розпаду актинію-227.